# Тайп Оу Негатив
„Тайп Оу Негатив“ (на английски: Type O Negative) е готик и дуум метъл група, създадена в район Бруклин на град Ню Йорк, САЩ в края на 1980-те години.
Отличителна черта на групата е бавна и мрачна музика, с депресивни текстове, включващи черен хумор. Въпреки относително ниския интерес към групата от страна на радиостанциите и музикалните телевизии, те стават известни с повечето си студийни албуми и турнета. Type O Negative придобиват голяма популярност през 1993 г. с излизането на албума им „Bloody Kisses“, включващ синглите „Christian Woman“ и „Black No. 1“.
На 4 юли 2007 г. в София се провежда концерт на Мерилин Менсън, на който Type O Negative са специални гости и подгряваща група.
На 14 април 2010 г. фронтменът на групата Питър Стийл почива от сърдечна недостатъчност.

## История
Основата на Type O Negative се поставя от Питър Стийл и Джош Силвър, които в началото на 80-те години създават групата Fallout. Те издават първото си EP, наречено Batteries Not Included през 1981 г. и успяват да постигнат скромен успех по радиото на колежа. Малко след това Силвър напуска Fallout, за да създаде Original Sin – рок група с леко ню уейв звучене. В същото време Питър Стийл създава траш метъл групата Carnivore, която тероризира ходещите на концерти по Източното крайбрежие. Текстовете на песните му са груби и политически некоректни, отнасящи се предимно за расовите различия, войни, религия и омраза към жените.
След издаването на втория си албум Retaliation, Carnivore се разпадат, тъй като Питър решава да работи като градинар в градските паркове на Ню Йорк. Две години по-късно, през 1989 г. той напуска работа и създава група с дългогодишния си приятел Сол Абрускато. Джош Силвър също е убеден да се присъедини към тях заедно с Кени Хики. Първоначално групата се казва Sub-Zero, но това име било вече заето и след дълго търсене на ново име решават да се нарекат Type O Negative (английският термин за кръвна група тип нулева отрицателна), което според тях най-добре описва звука им. Групата издават демо, което привлича вниманието на издателите от Roadrunner Records. През 1991 г. те подписват договор с тях за 5 албума и веднага след това същата година издават дебютния си албум Slow, Deep & Hard
Slow, Deep & Hard е в смесен стил, съдържащ бавни китарни рифове и мрачна атмосфера, характерни за готик метъла, примесени с кратковременни китарни и ударни изблици в стил пънк. Песните са дълги и със сложна структура, а текстовете са за нещастна любов, мъст и самоубийство. По време на първото си турне групата има доста неприятности, особено в Европа, където Type O Negative са определени като нацисти и симпатизанти на Хитлер от някои политически лидери.
При завръщането си от турнето в Европа Roadrunner Records напомня на групата за контракта, според който те трябва да запишат концертен албум. Парите, които получават от звукозаписната компания за концертните записи в Брайтън Бийч, отиват за евтина водка, а групата презаписва дебютния си албум в домашни условия и прибавя живи звуци и дори импровизира сблъсък с „тълпата“. Албумът е наречен The Origin of the Feces (в превод „Произход на фекалиите“, игра на думи с труда на Чарлз Дарвин The Origin of the Species – „Произход на видовете“), а обложката е с надпис „Not Live At Brighton Beach“ („Не концерт в Брайтън Бийч“). Roadrunner са възмутени от постъпката, но в крайна сметка издават албума през 1992 г.
Вторият студиен албум на Type O Negative – Bloody Kisses излиза през 1993 г. и е възторжено посрещнат от критиката и феновете. Критиката отбелязва влияние на Beatles (в частност, съчетание на мелодичност и психеделично звучене, характерно за албумите от средата на 60-те години), а също и класически готик-рок в духа на The Sisters of Mercy.
Основните теми в Bloody Kisses са самота и скръб, а песни като „Too Late: Frozen“, „Blood & Fire“ и „Cant Lose You“ разказват за изгубена любов. Заглавното парче – „Bloody Kisses (A Death in the Family)“ описва историята на двама влюбени, които се самоубиват. Две от песните – „Christian Woman“ и „Black No. 1 (Little Miss Scare-All)“ са по-достъпни за масовата публика и излизат на сингли. В оригиналния си вариант двете песни са с продължителност съответно 8:30 и 11 минути, но са скъсени, за да могат да се пускат по радиото.
След издаването на албума, групата поема двугодишно световно турне. То преминава без неприятности и Bloody Kisses е продаден в повече от един милион копия и става платинен албум в САЩ. Type O Negative предизвикват интереса и на медиите и се появяват в музикални телевизии като MTV, VH1, а също и в списанието Rolling Stone. Същата година, барабанистът на групата – Сол Абрускато ги напуска, за да се присъедини към друга бруклинска формация – Life of Agony. Type O Negative привличат нов барабанист – Джони Кели, който по това време е техник в групата.
Година по-късно Bloody Kisses е преиздаден и включва осем песни в оригиналната си версия и неиздаваното парче „Suspended In Dusk“.
Неочакваният успех на Bloody Kisses нажежава атмосферата, защото трябва да бъде създаден достоен негов наследник. В резултат на това лейбълът на Type O Negative Roadrunner Records ги притиска да правят по-комерсиални песни. Но те решават да балансират между комерсиалното и изобретателното и това води до „October Rust“, който излиза през 1996. Темите за чувствата и секса са разкрити и тук в песента „Му Girlfriend's Girlfriend“, която дава един хумористичен поглед върху нещата тук контрастира доста по-тъмната „Love You to Death“. В албума е включен и кавър на песента на Нийл Иънг „Cinnamon Girl“. October Rust се доказва, като достоен продължител на Bloody Kisses, но не е толкова успешен и остава таланта на групата недоразкрит. Все пак им носи 42 място в Billboard Top 200 и златен сертификат в САЩ. Това е и период на много скандали около имиджа на бандата, след като Питър Стийл се снима в Playgirl и гостува на Хауърд Стърн, където той разкрива самоубийствените си фантазии. Той казва „Възхищавам се на Кърт Кобейн, че е имал куража да се самоубие“.

## Състав

### Настоящи членове
- Питър Стийл (Peter Steele, по рождение – Питър Ратайчик [Peter Ratajczyk])) – вокал, бас-китара, китара, клавишни
- Джош Силвър (Josh Silver) – клавишни, беквокал
- Кени Хики (Kenny Hickey) – соло-китара, ритъм-китара, беквокал
- Джони Кели (Johnny Kelly) – ударни, перкусии, беквокал (от 1994)

### Бивши членове
- Сал Абрускато (Sal Abruscato) – ударни, перкусии, беквокал (1989 – 1993). След напускането на Type O Negative свири в групите Life of Agony (ударни) и A Pale Horse Named Death (китари, вокали).

## Дискография

### Албуми
- 1991 Slow Deep and Hard
- 1992 The Origin of the Feces (пародия на концертен албум)
- 1993 Bloody Kisses US #166 (платинен диск), GER #60
- 1996 October Rust US #42 (златен диск), GER #5
- 1999 World Coming Down US #39, GER #3
- 2003 Life Is Killing Me US #39, GER #9,
- 2007 Dead Again

### Сингли
- 1993 Black No.1
- 1993 Christian Woman
- 1995 Summer Breeze
- 1996 In Praise of Bacchus
- 1996 Love You To Death
- 1996 My Girlfriend's Girlfriend
- 1997 Cinnamon Girl
- 2000 Everyone I Love Is Dead
- 2000 Everything Dies
- 2003 I Don't Wanna Be Me
- 2006 Santana Medley
- 2007 Profits of Doom

### Сборни
- 1998 Stone Flowers
- 2000 Least Worst Of US #99, GER #50
- 2006 The Best of Type O Negative

### DVD/Видео
- 1998/2000 After Dark (документален филм и клипове)
- 2006 Symphony for the Devil